# Lars Kepler
Lars Kepler is het pseudoniem van het Zweedse echtpaar Alexander Ahndoril en Alexandra Coelho Ahndoril. Ze zijn vooral bekend door hun verhalen rond de politie-inspecteur Joona Linna, die steeds met nieuwe mysterieuze moordzaken wordt geconfronteerd. Het stel debuteerde in 2009 met hun thriller Hypnose.
Bij aanvang was de persoon achter het pseudoniem Lars Kepler onbekend. Het was de bedoeling van Ahndoril en Coelho om dit voorlopig zo te houden. De Zweedse krant Aftonbladet wist echter genoeg bewijzen te verzamelen om hard te maken dat zij achter dit pseudoniem zaten.
Het pseudoniem is een dubbele verwijzing. De naam Lars verwijst naar de Zweedse misdaadschrijver Stieg Larsson, hij heeft het duo namelijk geïnspireerd om ook misdaadboeken te gaan schrijven. Het tweede deel van het pseudoniem is een verwijzing naar de Duitse natuurkundige Johannes Kepler, die een van de grootste wetenschappelijke mysteries van zijn tijd heeft opgelost: het was zijn calculatie over de banen van de planeten  die de weg heeft geopend voor Isaac Newtons scripties over de zwaartekracht.

### Joona Linna-serie
1. Hypnotisören, 2009 (Hypnose, 2010)
2. Paganinikontraktet, 2010 (Contract, 2011)
3. Eldvittnet, 2011 (Getuige, 2012)
4. Sandmannen, 2012 (Slaap, 2013)
5. Stalker, (2014) (Stalker, 2014)
6. Kaninjägaren, (Jager, 2016)
7. Lazarus, (Lazarus, 2018)
8. Spegelmannen, (Spiegelman, 2020)
9. Spindeln, (Spin, 2022)
10. Sömngångaren (2024), (Nacht, 2025)

### Overige werken
- Playground, (2015)

## Bestseller 60
| Boeken met noteringen in de Nederlandse Bestseller 60 | Jaar van verschijnen | Datum van binnenkomst | Hoogste positie | Aantal weken | Opmerkingen                      |
| ----------------------------------------------------- | -------------------- | --------------------- | --------------- | ------------ | -------------------------------- |
| Hypnose                                               | 2010                 | 27-01-2010            | 9               | 76           | deel 1 van de Joona Linna-serie  |
| Contract                                              | 2011                 | 09-02-2011            | 11              | 35           | deel 2 van de Joona Linna-serie  |
| Getuige                                               | 2012                 | 22-02-2012            | 3               | 16           | deel 3 van de Joona Linna-serie  |
| Slaap                                                 | 2013                 | 20-03-2013            | 2               | 34           | deel 4 van de Joona Linna-serie  |
| Stalker                                               | 2014                 | 12-11-2014            | 4               | 22           | deel 5 van de Joona Linna-serie  |
| Playground                                            | 2015                 | 18-11-2015            | 7               | 11           |                                  |
| Jager                                                 | 2017                 | 15-02-2017            | 1(2wk)          | 22           | deel 6 van de Joona Linna-serie  |
| Lazarus                                               | 2018                 | 21-11-2018            | 6               | 12           | deel 7 van de Joona Linna-serie  |
| Spiegelman                                            | 2020                 | 25-11-2020            | 7               | 12           | deel 8 van de Joona Linna-serie  |
| Spin                                                  | 2022                 | 16-11-2022            | 3               | 17           | deel 9 van de Joona Linna-serie  |
| Nacht                                                 | 2025                 | 19-03-2025            | 7               | 15           | deel 10 van de Joona Linna-serie |